# Locomotiva FNM 280
Le locomotive gruppo 280 delle Ferrovie Nord Milano erano un gruppo di locomotive a vapore progettate per la trazione di treni viaggiatori.

## Storia
Le prime 6 unità, classificate 281–286, furono costruite dal 1909 al 1911 dalla Henschel & Sohn; dati gli ottimi risultati ottenuti nell'esercizio, tali macchine furono replicate con altre 6 unità di costruzione Breda (287–292), entrate in servizio nel 1923, 4 unità di costruzione OM (293–296), entrate in servizio nel 1925, e 4 unità di costruzione CEMSA (280.17–20), entrate in servizio nel 1927.
Le locomotive assunsero la classificazione definitiva (280.01–20) tra il 1928 e il 1930. Vero e proprio "cavallo di battaglia" delle FNM, le 280 furono vittime dell'elettrificazione delle linee sociali: se nel 1950 risultavano tutte efficienti, già nel 1958 ne rimanevano in servizio solo cinque, adibite al servizio merci.
Due unità furono cedute a metà anni cinquanta alla SFBN per l'esercizio sulla ferrovia Biella–Novara, le altre furono tutte demolite entro l'inizio degli anni sessanta.
In seguito al riscatto della SFBN, nel 1961, le due unità superstiti - una delle quali già fuori servizio - pervennero alle Ferrovie dello Stato, che le classificarono nel gruppo 828 prima di radiarle e demolirle l'anno successivo.

## Prospetto delle unità[6]
| Numerazione originaria | Numerazione definitiva | Anno di costruzione | Costruttore | N. costruzione | Note                            |
| ---------------------- | ---------------------- | ------------------- | ----------- | -------------- | ------------------------------- |
| 281                    | 280.01                 | 1909                | Henschel    | 9486           | Ceduta per demolizione nel 1955 |
| 282                    | 280.02                 | 1909                | Henschel    | 9487           | Ceduta per demolizione nel 1955 |
| 283                    | 280.03                 | 1909                | Henschel    | 9488           | Ceduta per demolizione nel 1955 |
| 284                    | 280.04                 | 1911                | Henschel    | 10243          | Ceduta per demolizione nel 1956 |
| 285                    | 280.05                 | 1911                | Henschel    | 10244          | Ceduta per demolizione nel 1956 |
| 286                    | 280.06                 | 1911                | Henschel    | 10245          | Ceduta per demolizione nel 1956 |
| 287                    | 280.07                 | 1923                | Breda       | 2052           | Ceduta per demolizione nel 1956 |
| 288                    | 280.08                 | 1923                | Breda       | 2053           | Ceduta per demolizione nel 1955 |
| 289                    | 280.09                 | 1923                | Breda       | 2054           | Ceduta alla SFEN nel 1954       |
| 290                    | 280.10                 | 1923                | Breda       | 2055           | Ceduta per demolizione nel 1962 |
| 291                    | 280.11                 | 1923                | Breda       | 2080           | Ceduta per demolizione nel 1956 |
| 292                    | 280.12                 | 1926                | OM          | 858            | Ceduta per demolizione nel 1958 |
| 293                    | 280.13                 | 1926                | OM          | 859            | Ceduta per demolizione nel 1953 |
| 294                    | 280.14                 | 1926                | OM          | 860            | Ceduta per demolizione nel 1955 |
| 295                    | 280.15                 | 1926                | OM          | 861            | Ceduta per demolizione nel 1961 |
|                        | 280.17                 | 1927                | CEMSA       | 801            | Ceduta per demolizione nel 1962 |
|                        | 280.18                 | 1927                | CEMSA       | 802            | Ceduta per demolizione nel 1962 |
|                        | 280.19                 | 1927                | CEMSA       | 803            | Ceduta alla SFEN nel 1955       |
|                        | 280.20                 | 1927                | CEMSA       | 804            | Ceduta per demolizione nel 1955 |